# Абрамович Володимир Якович
Володи́мир Я́кович Абрамо́вич (псевдонім Володимир Ле́нський; 4 (16) березня 1877, Таганрог — 14 березня 1932) — російський письменник і поет, журналіст. Брат історика російської літератури і письменника Миколи Абрамовича.

## Життєпис
Отримав домашнє літературне виховання. У віці 7 років він був відправлений навчатися до гімназії в Таганрозі, після навчався в Кілійському міському училищі (в Бессарабській губернії), здав іспит на звання аптекарського учня в Кишиневі і на звання помічника провізора в Харкові. Працював аптекарем до 1901 року, потім (від 1902 року) — постійний співробітник херсонської газети «Юг» (укр. Південь).
Дебютував віршами в газеті «Таганрозький вісник» (рос. Таганрогский вестник) 1898 року. 1900 року його вірші друкують вже столичні літературні журнали — «Правда» і «Новий світ» (рос. Новый мир). 1902 року почав публікувати оповідання, завідував херсонським відділенням одеської газети «Південний огляд» (рос. Южное Обозрение). Опублікував ілюстровані адрес-календарі на 1904 і 1905 роки в Херсоні. 1905 року переїхав до Санкт-Петербурга, друкувався в найбільших літературних журналах імперії — «Журнал для всіх», «Пробудження», «Освіта» (рос. Образование), «Нива», «Сатирикон», «Нове життя» (рос. Новая жизнь), «Новий журнал для всіх», «Загальний журнал» (рос. Всеобщий журнал), «20-е століття» (рос. 20-й век).
Проведеній у Бессарабії юності присвячений роман «Під гніздом лелеки» (1913) — найвідоміший твір письменника. Крім того, з перевиданнями опубліковано ще 9 романів Володимира Ленського, дві збірки поезій (1907, 1917).
Вірш Володимира Ленського «Повернися, я все пробачу: закиди, підозри…» (рос. Вернись, я всё прощу: упрёки, подозренья…), покладений на музику композитором Борисом Прозоровським, став популярним романсом, а фраза «Повернися, я все пробачу» стала крилатим виразом.
Після революції він написав історичну драму «Союз повстання» (рос. Союз восстания, 1919). 1925 року видав:
- кілька казок у віршах:

| - «Іванко з Тетянкою» (рос. Ванька с Танькой), - «Як на Русі личаки перевелись» (рос. Как на Руси лапти перевелись), | - «Лінь-лінище» (рос. Лень-ленище), - «Нісенітниця нісенітна» (рос. Чепуха чепушистая), |

- окремі оповідання:
  - 1926 — «Робітник Ємельянов» (рос. Рабочий Емельянов),
  - 1927 — «Батько» (рос. Отец),
  - 1927 — «Тіша».
- 1928 — збірку оповідань «Зморшки» (рос. Сморчки), Жив у Ленінграді.

### Арешт та смерть
Заарештований 7 листопада 1930 року за звинуваченням у причетності до антирадянської групи «Північ». 20 лютого 1931 року засуджений до десяти років таборів. В ув'язненні перебував у Соловецькому таборі, де згодом і був похований. Помер 14 березня 1932 року.

## Видані книги
- Збірка віршів «Ранкові дзвони» (Санкт-Петербург, 1907)
- «Оповідання» (1910)
- Романи:
  - «Трагедія шлюбу» (1911, 1913, 1915)
  - «Пісня крові» (1912, 1913)
  - «Хвора любов» (1913, 1914)
  - «Вічна драма» (1913)
  - «Під гніздом лелеки» (1913, 1917)
  - «Білі крила» (1914, 1916)
  - «Нічні зорі» (1915)
  - «Демон наготи» (1916)
  - «Гра» (1917)
  - «Чорний став» (1917)
- «Зібрання творів у 7 тт». (СПб, 1910—1913)
- «Зібрання творів у 14 тт». (М., 1916—1917)
- «Вірші» (Московське видавництво, 1917)
- «Зморшки» (оповідання, 1928)